# 棚倉町文化センター倉美館
棚倉町文化センター倉美館（たなぐらまちぶんかセンターくらびかん）は、福島県東白川郡棚倉町にある多目的ホール。

## 概要
1995年11月3日開館。国内では数少ない楕円形ホールの1つ。館内は座席数606席の大ホールの他、文化館と呼ばれる生涯学習室、宇宙館と呼ばれるプラネタリウムを有している。
名称の「倉美館」は、棚倉の「倉」と美しい文化の「美」を意味して名づけられた合成語でクラヴィーコードからヒントが得られた。
建築デザインは、東京都庁舎を担当した建築家古市徹雄により設計され、音響はサントリーホールや東京芸術劇場等の音響を担当した永田音響設計により設計されており、多目的ホールでありながら、音響を重視した造りとなっている。天井と壁面の音響反射板、床、椅子、扉は木調で仕上げてあり、荘重で温もりのある雰囲気をかもしだしている。
全体の容積に占める1人あたりのスペースは15.3m3と、国内のホールでは最大である。
音楽、演劇、講演、映画など、様々な用途の行事に活用されている。
長寿命化改修工事に伴い2024年12月下旬まで休館中。

## アクセス
- JR磐城棚倉駅より約1.9km。
- 敷地内には、駐車場が154台分確保されており、車での来場も可能。

## その他
- ルネサンス棚倉が隣接している。